# Conguito
Fábio Albino de Jesus Lopes, também conhecido como “Conguito” (Cascais, 1 de dezembro de 1994), é um youtuber, apresentador, radialista e influenciador digital português. Atualmente, é locutor nas manhãs da Mega Hits FM, apresentador digital do The Voice Portugal e fundador e presidente do Villa Athletic Club, um clube de futebol sediado em Ponte de Sor cujas atividades se iniciaram em 2022. Também foi editor-chefe da efémera revista de música jamm.
A alcunha “Conguito” surgiu na infância de Fábio, quando o mesmo frequentava um clube de futebol e a sua aparência era semelhante à mascote da marca de chocolates Conguitos. Quando chega ao ensino secundário, altura que coincide com o nascimento do seu canal de YouTube, reencontra alguns colegas do futebol, por isso decide utilizar a alcunha como identidade da sua personagem virtual.
Em 2018, Conguito venceu a categoria de “Revelação do Ano”, derrotando Alba Baptista, Daniela Melchior e Madalena de Almeida, na 6.ª edição dos Prémios E! Red Carpet, do Canal E!
Em 2020 torna-se o apresentador digital no The Voice Portugal da RTP.

## Carreira no YouTube
Antes de criar o seu canal no YouTube. Conguito apareceu junto da comunidade de youtubers através de um canal com um amigo. O canal chamava-se “Conguito & Colobas” e o primeiro vídeo surgiu em outubro de 2011. No entanto, este canal já não se encontra disponível.
Em junho de 2012, Conguito é convidado pela PudimIsTheShit para um evento de novos talentos e é aí onde conhece outros youtubers, como Nurb, Sakê, Miguel Luz, Lekos e Estuca. Depois de ter realizado um típico vlogging do evento, em colaboração com os youtubers mencionados - que eram mais conhecidos que ele na altura -, surge o seu canal a solo. O facto de o vlogging do evento ter sido o seu primeiro vídeo foi algo que fez com que Conguito crescesse rapidamente dentro do movimento. Seguiram-se vários vídeos, até que Sakê decide convidá-lo para “Les Aventures de Sakê”, uma das maiores séries criadas no YouTube em Portugal, que contava com a participação especial de vários youtubers. Sakê assume-se assim como o grande padrinho de Conguito e ajuda-o no seu crescimento como youtuber. Em outubro de 2012, Conguito é convidado por Nurb a acompanhá-lo a algumas visitas a escolas. Surge assim a primeira grande digressão de youtubers às listas de associações de estudantes. Ao todo, visitam mais de 15 escolas em dois meses. Esta digressão foi algo que trouxe mais notoriedade ao canal de YouTube de Conguito.
Já no início de 2013, chega o convite da Lupper TV para Conguito desempenhar um papel no filme O Discípulo. O filme é gravado nos arredores de Lisboa e é lançado em junho de 2013, mas é precedido por uma digressão por vários auditórios do Instituto Português do Desporto e da Juventude, sendo assim classificado como mais um sucesso cinematográfico vindo do YouTube, depois do sucesso de O Estrondo.
No final do verão de 2013, Conguito é um dos dez youtubers escolhidos para integrar a equipa da WTF, um tarifário da operadora Optimus, numa parceria que dura até os dias de hoje e que já permitiu ao youtuber conhecer Kendrick Lamar ou entrevistar nomes como Zac Efron, Emily Ratajkowski e Max Joseph (Catfish).
Em 2014, Conguito consolida o seu estatuto como um dos maiores youtuberes da sua geração, criando Diário de Preto Rico, uma série realizada pela youtuber Peperan e que conta com a participação especial de Marina Albuquerque, Nurb, Alexandre Diz, entre outros. Em 2016, Conguito juntou-se a Miguel Luz e à Sumol e foi à Sumol Snow Trip. Para além disso, lançou "Um Bilhete Pó Futuro", uma nova série criada por ele mesmo, em colaboração com a CP e com a Buzz TV.
Conguito publicou o seu último vídeo no YouTube, em agosto de 2017. No entanto, afirmou publicamente que não está chateado com a plataforma, nem reformado, garantindo que até tem gravado vídeos, prontos a serem lançados quando bem o entender. Atualmente, continua ativo no YouTube, tendo sido co-apresentador do programa “WTF – O Game” e host do “À Boleia By: McDonald’s”, duas séries muito bem-sucedidas pelo seu público-alvo.

## Outros projetos

### Buzz TV
Para além da atividade como YouTuber, Fábio é diretor-geral da Buzz TV, um órgão de comunicação social online dedicado à música, com reportagens, notícias, entrevistas, criticas a álbuns e concertos. Para além de ser responsável pela gestão da equipa e pela redação de conteúdos jornalísticos, também dá a cara pelo projeto, ao entrevistar artistas nacionais e internacionais. Em 2015, foi ao festival Coachella Valley Music and Arts Festival, onde gravou o documentário “This Is Our Work!”,  mais tarde exibido no Canal180 e no Talkfest.
O projeto acaba por evoluir para uma revista de música, a jamm, com apenas quatro números lançados, em 2019 e 2020, e com acusações de falta de pagamentos a colaboradores e retenção de direitos de textos.

### Dois Brancos & Um Preto
Juntamente com Pakistan e Nurb, Conguito é um dos membros de Dois Brancos & Um Preto. Banda de Hip Hop alternativo que esteve em digressão pelos festivais Sumol Summer Fest, Rock In Rio Lisboa e Sofar Sounds, em 2017 e 2018 e editou “TRAP PIMBA”, um álbum de 11 faixas, lançado através da TOCA e que conta com a participação especial de Lili Caneças
Apesar do sucesso e de terem surgido algumas canções, em 2019, no SoundCloud, não há indicações de um novo disco do grupo num futuro próximo.

## Filmes
| Ano  | Título            | Papel       | Observações                            |
| ---- | ----------------- | ----------- | -------------------------------------- |
| 2013 | O Discípulo       | Ele próprio | Lançado apenas no YouTube              |
| 2014 | Ruas Rivais       | Ele próprio |                                        |
| 2015 | This Is Our Work! | Ele próprio | Desempenhou também papel de realizador |

## Televisão
| Ano         | Canal       | Título                    | Obs.                                |
| ----------- | ----------- | ------------------------- | ----------------------------------- |
| 2014        | +TVI        | WTF Appy Hour             | Apresentador em 19 dos 25 programas |
| 2016        | TVI         | Massa Fresca              | Participação especial               |
| 2016        | RTP África  | Conversas ao Sul          | Repórter                            |
| 2017        | SIC Radical | CC All Stars              | Apresentador do programa            |
| 2020 - 2021 | RTP1        | The Voice Portugal 8      | Apresentador digital                |
| 2021        | RTP1        | The Voice Kids Portugal 2 | Apresentador digital                |
| 2021 - 2022 | RTP1        | The Voice Portugal 9      | Apresentador digital                |

## Podcast
| Ano  | Título       |
| ---- | ------------ |
| 2016 | O Melhor Som |